# Leichtathletik-Weltmeisterschaften 1995/Hochsprung der Frauen

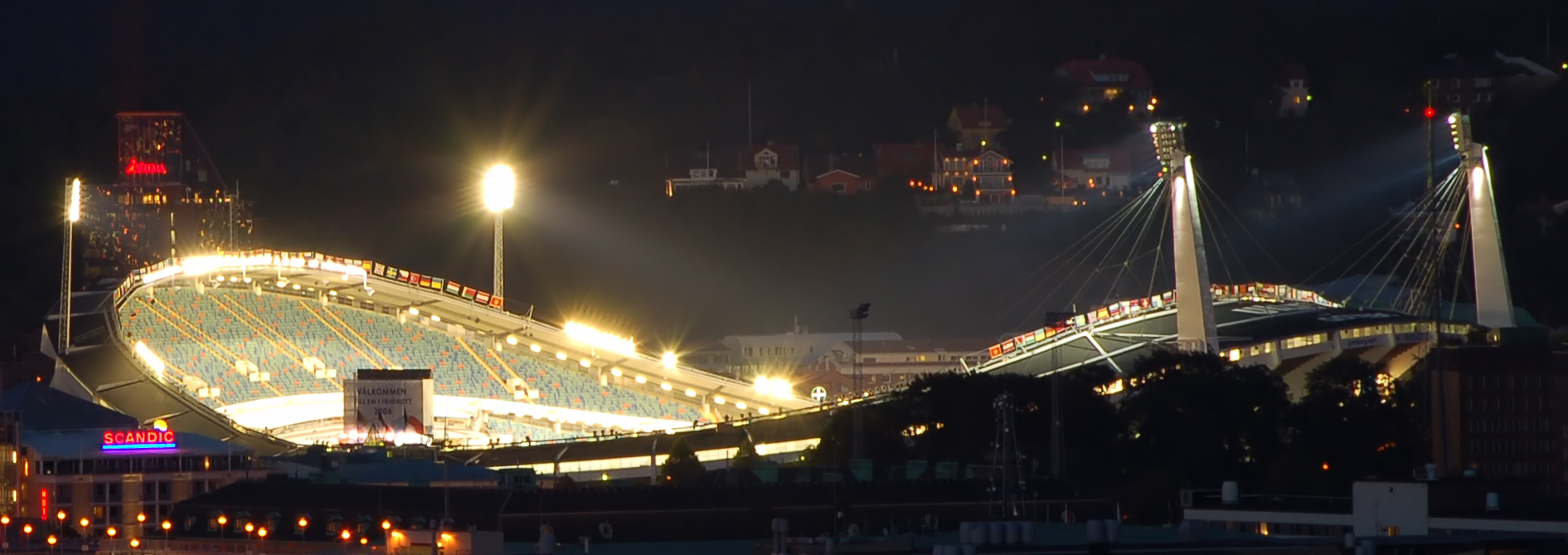
Das Göteborger Ullevi-Stadion im Jahr 2006

Der Hochsprung der Frauen bei den Leichtathletik-Weltmeisterschaften 1995 wurde am 11. und 13. August 1995 im Göteborger Ullevi-Stadion ausgetragen.
Weltmeisterin wurde die bulgarische Weltmeisterin von 1987, Olympiazweite von 1988, Europameisterin von 1986 und Weltrekordinhaberin Stefka Kostadinowa. Den zweiten Rang belegte die Olympiazweite von 1992 – damals für Rumänien – Alina Astafei, die nun für Deutschland startete. Wie bereits 1991 – damals für die Sowjetunion – errang die Ukrainerin Inha Babakowa die Bronzemedaille.

## Bestehende Rekorde
| Weltrekord | 2,09 m | Stefka Kostadinowa | WM 1987 in Rom, Italien | 30. August 1987 |
| WM-Rekord  | 2,09 m | Stefka Kostadinowa | WM 1987 in Rom, Italien | 30. August 1987 |

Der bestehende WM-Rekord wurde bei diesen Weltmeisterschaften nicht eingestellt und nicht verbessert.

## Qualifikation
11. August 1995, 9:40 Uhr
35 Teilnehmerinnen traten in zwei Gruppen zur Qualifikationsrunde an. Die Qualifikationshöhe für den direkten Finaleinzug betrug 1,95 m. Sieben Athletinnen übertrafen diese Marke (hellblau unterlegt). Das Finalfeld wurde mit den fünf nächstplatzierten Sportlerinnen, die 1,93 m übersprungen hatten, auf zwölf Springerinnen aufgefüllt (hellgrün unterlegt). Dabei wurde die Fehlversuchsregel angewendet, sodass vier Teilnehmerinnen ausschieden, die 1,93 m zwar gemeistert hatten, dabei jedoch zu viele Fehlversuche aufwiesen.
Die Sprunghöhen in den beiden Qualifikationsgruppen waren folgende:

1,75 – 1,80 – 1,85 – 1,90 – 1,93 – 1,95
Die Versuchsreihen für die einzelnen Teilnehmerinnen in den Qualifikationsgruppen sind in den Quellen nicht aufgelistet.

### Gruppe A

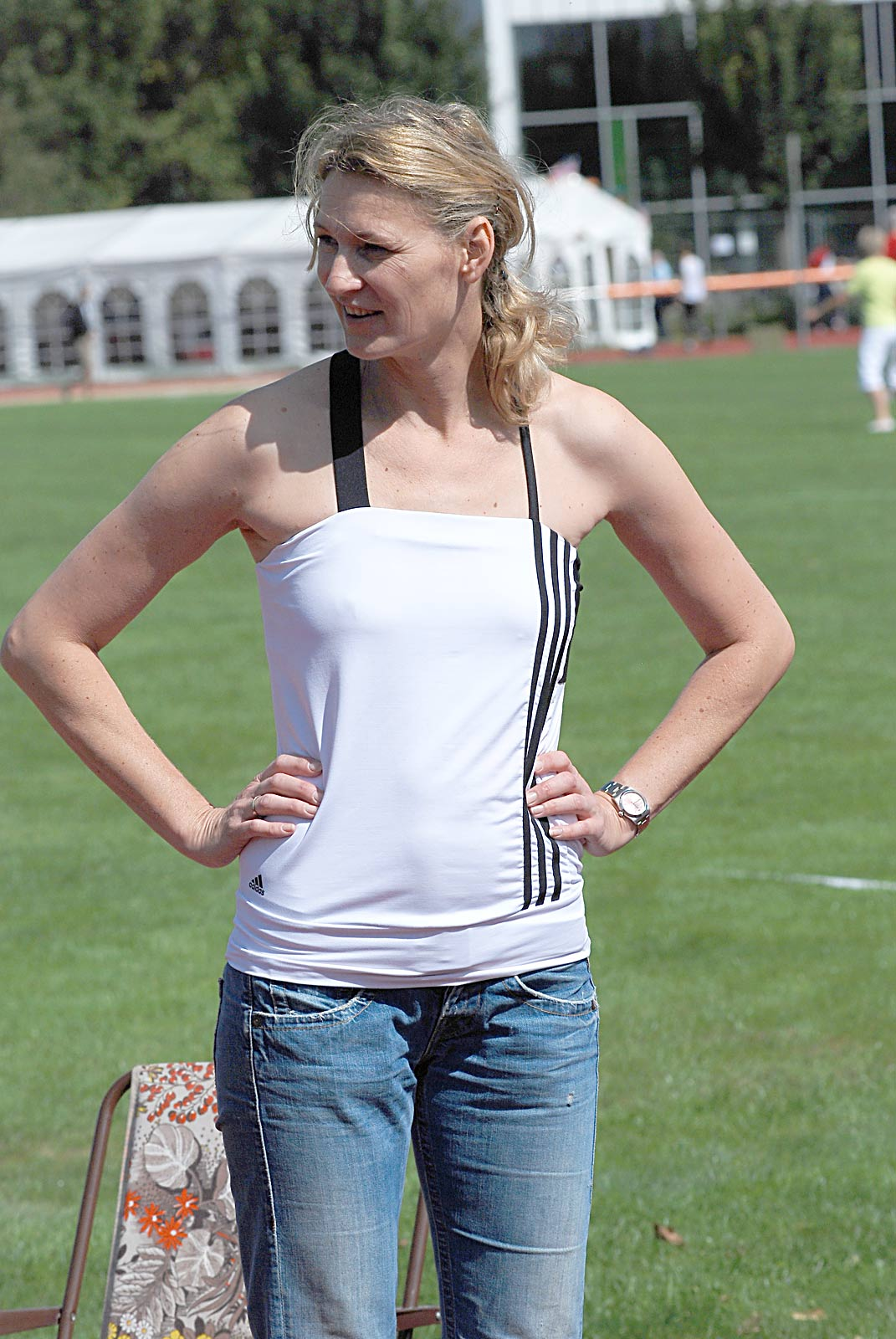
Heike Henkel, 1992 Olympiasiegerin, 1991 Weltmeisterin und 1990 Europameisterin, schied mit 1,93 m in der Vorrunde aus
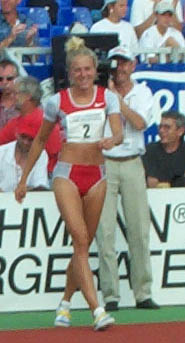
Kajsa Bergqvist erreichte mit ihren 1,90 m nicht das Finale – ihre große Zeit sollte noch kommen

| Platz | Name                 | Nation       | Resultat (m) |
| 1     | Inha Babakowa        | Ukraine      | 1,95         |
| 2     | Viktoria Fjodorowa   | Russland     | 1,95         |
| 3     | Amy Acuff            | USA          | 1,93         |
| 3     | Tazzjana Scheutschyk | Belarus      | 1,93         |
| 3     | Swetlana Lessewa     | Bulgarien    | 1,93         |
| 3     | Jelena Toptschina    | Russland     | 1,93         |
| 7     | Wenelina Wenewa      | Bulgarien    | 1,93         |
| 8     | Heike Henkel         | Deutschland  | 1,93         |
| 9     | Monica Iagăr         | Rumänien     | 1,90         |
| 9     | Kajsa Bergqvist      | Schweden     | 1,90         |
| 11    | Alica Javadova       | Slowakei     | 1,90         |
| 12    | Natalia Jonckheere   | Belgien      | 1,85         |
| 12    | Silvia Costa         | Kuba         | 1,85         |
| 12    | Alison Inverarity    | Australien   | 1,85         |
| 15    | Svetlana Munkova     | Usbekistan   | 1,85         |
| 15    | Kaisa Gustafsson     | Finnland     | 1,85         |
| 17    | Heike Balck          | Deutschland  | 1,80         |
| 18    | Irène Tiendrébéogo   | Burkina Faso | 1,80         |

### Gruppe B

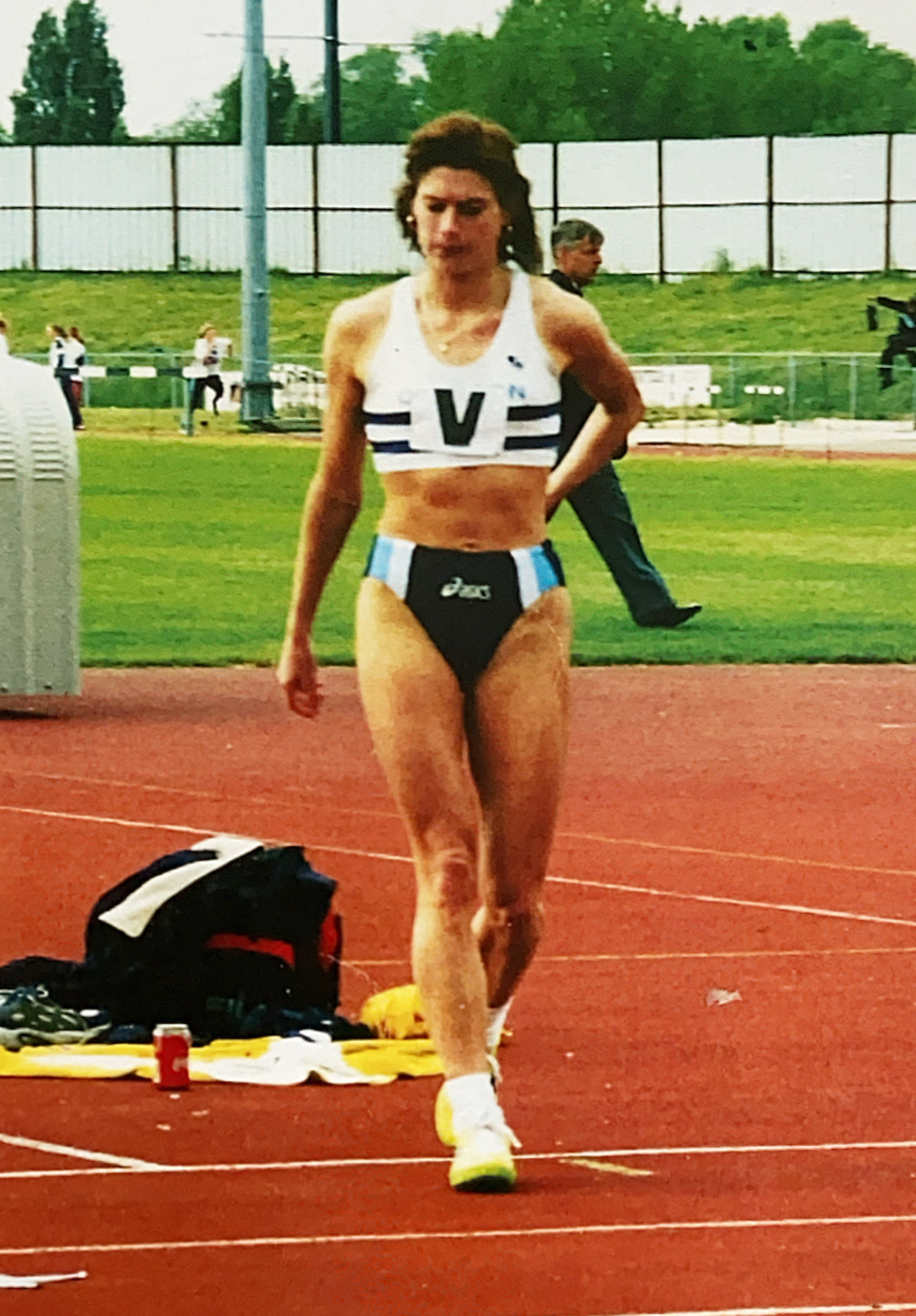
Mit ihren 1,75 m blieb Lea Haggett ohne Chance, das Finale zu erreichen

| Platz | Name                | Nation         | Resultat (m) |
| 1     | Tatjana Motkowa     | Russland       | 1,95         |
| 1     | Stefka Kostadinowa  | Bulgarien      | 1,95         |
| 1     | Alina Astafei       | Deutschland    | 1,95         |
| 4     | Hanne Haugland      | Norwegen       | 1,95         |
| 5     | Nele Zilinskiené    | Litauen        | 1,95         |
| 6     | Tatyana Khramova    | Belarus        | 1,93         |
| 7     | Sieglinde Cadusch   | Schweiz        | 1,93         |
| 8     | Swetlana Salewskaja | Kasachstan     | 1,93         |
| 9     | Tisha Waller        | USA            | 1,90         |
| 10    | Ioamnet Quintero    | Kuba           | 1,90         |
| 11    | Najuma Fletcher     | Guyana         | 1,90         |
| 12    | Pia Zinck           | Dänemark       | 1,90         |
| 13    | Zuzana Kováčiková   | Tschechien     | 1,85         |
| 14    | Olga Bolșova        | Moldau         | 1,85         |
| 15    | Connie Teaberry     | USA            | 1,80         |
| 16    | Monika Gollner      | Österreich     | 1,80         |
| 17    | Lea Haggett         | Großbritannien | 1,75         |
| DNS   | Desiré du Plessis   | Südafrika      |              |

## Legende
Kurze Übersicht zur Bedeutung der Symbolik – so üblicherweise auch in sonstigen Veröffentlichungen verwendet:
| – | verzichtet   |
| o | übersprungen |
| x | ungültig     |

## Finale
13. August 1995, 15:15 Uhr
| Platz | Name                 | Nation      | Resultat (m) | 1,80 m                                  | 1,85 m                                  | 1,90 m                                  | 1,93 m                                  | 1,96 m                                  | 1,99 m                                  | 2,01 m                                  | 2,03 m                                  |
| 1     | Stefka Kostadinowa   | Bulgarien   | 2,01         | –                                       | o                                       | o                                       | o                                       | o                                       | o                                       | xo                                      | xxx                                     |
| 2     | Alina Astafei        | Deutschland | 1,99         | –                                       | o                                       | xo                                      | o                                       | o                                       | o                                       | xxx                                     |                                         |
| 3     | Inha Babakowa        | Ukraine     | 1,99         | –                                       | o                                       | o                                       | o                                       | o                                       | xo                                      | xxx                                     |                                         |
| 4     | Tatjana Motkowa      | Russland    | 1,96         | –                                       | o                                       | o                                       | o                                       | o                                       | xxx                                     |                                         |                                         |
| 5     | Tazzjana Scheutschyk | Belarus     | 1,96         | –                                       | o                                       | xxo                                     | o                                       | o                                       | xxx                                     |                                         |                                         |
| 6     | Hanne Haugland       | Norwegen    | 1,96         | –                                       | o                                       | xo                                      | o                                       | xo                                      | xxx                                     |                                         |                                         |
| 7     | Swetlana Lessewa     | Bulgarien   | 1,93         | o                                       | xo                                      | o                                       | o                                       | xxx                                     |                                         |                                         |                                         |
| 8     | Amy Acuff            | USA         | 1,93         | o                                       | o                                       | xxo                                     | xo                                      | xxx                                     |                                         |                                         |                                         |
| 8     | Nele Zilinskiené     | Litauen     | 1,93         | o                                       | xxo                                     | o                                       | xo                                      | xxx                                     |                                         |                                         |                                         |
| 10    | Jelena Toptschina    | Russland    | 1,93         | Ablauf in den Quellen nicht aufgelistet | Ablauf in den Quellen nicht aufgelistet | Ablauf in den Quellen nicht aufgelistet | Ablauf in den Quellen nicht aufgelistet | Ablauf in den Quellen nicht aufgelistet | Ablauf in den Quellen nicht aufgelistet | Ablauf in den Quellen nicht aufgelistet | Ablauf in den Quellen nicht aufgelistet |
| 11    | Viktoria Fjodorowa   | Russland    | 1,90         | Ablauf in den Quellen nicht aufgelistet | Ablauf in den Quellen nicht aufgelistet | Ablauf in den Quellen nicht aufgelistet | Ablauf in den Quellen nicht aufgelistet | Ablauf in den Quellen nicht aufgelistet | Ablauf in den Quellen nicht aufgelistet | Ablauf in den Quellen nicht aufgelistet | Ablauf in den Quellen nicht aufgelistet |
| 12    | Tatyana Khramova     | Belarus     | 1,85         | Ablauf in den Quellen nicht aufgelistet | Ablauf in den Quellen nicht aufgelistet | Ablauf in den Quellen nicht aufgelistet | Ablauf in den Quellen nicht aufgelistet | Ablauf in den Quellen nicht aufgelistet | Ablauf in den Quellen nicht aufgelistet | Ablauf in den Quellen nicht aufgelistet | Ablauf in den Quellen nicht aufgelistet |

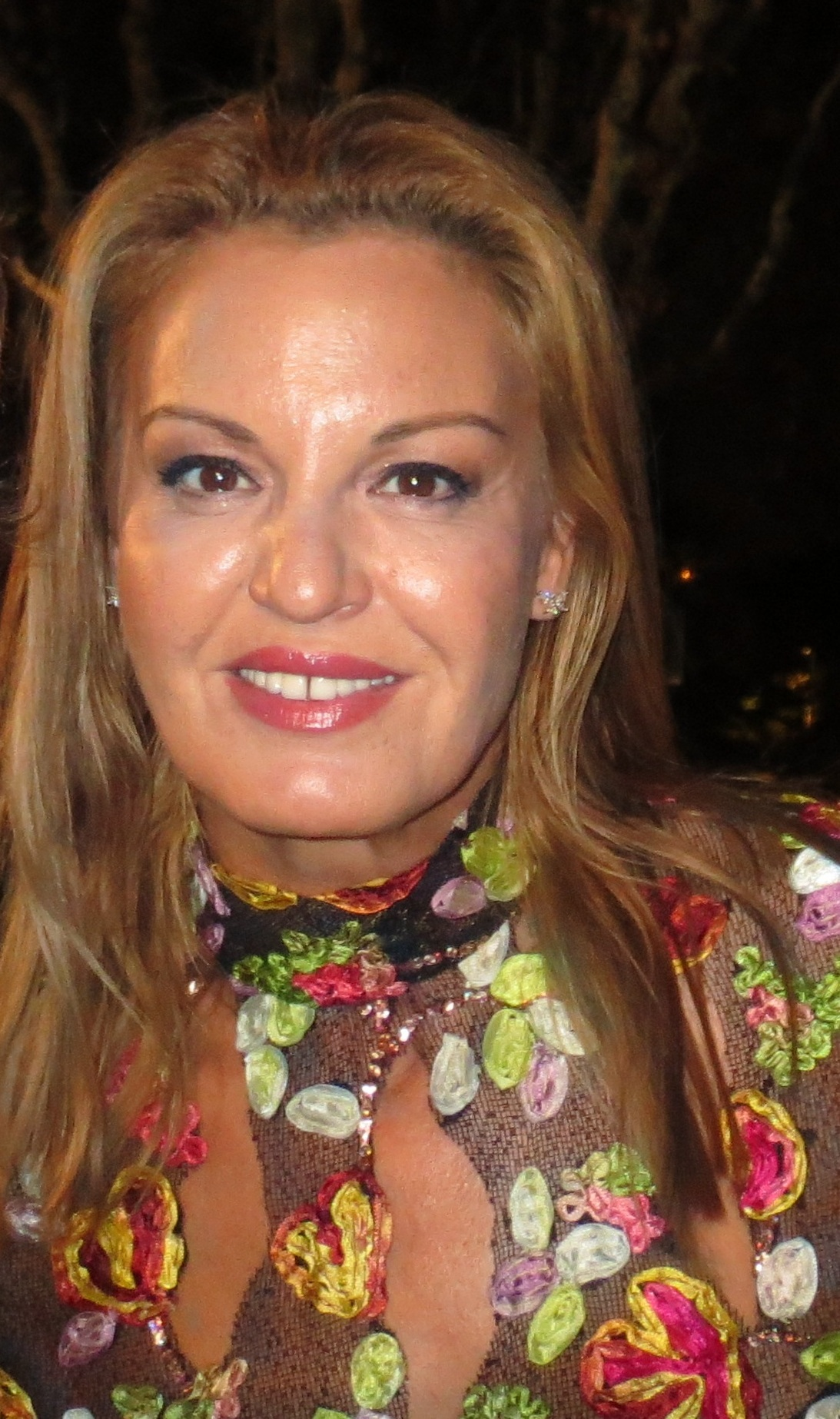
Weltmeisterin wurde Stefka Kostadinowa (hier im Jahr 2012), deren große Erfolge (WM-Titel 1987, EM-Titel 1986, Olympiasilber 1988) noch aus der zweiten Hälfte der 1980er Jahre stammten
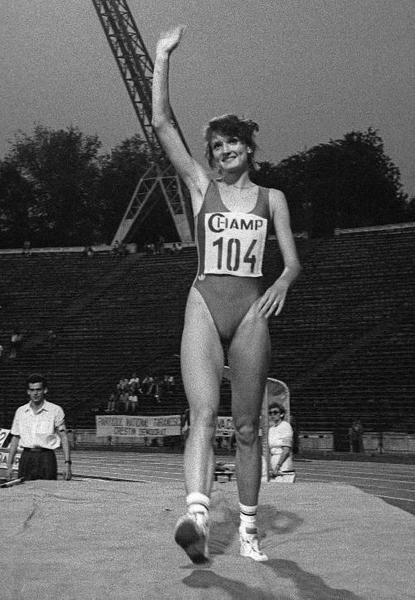
Vizeweltmeisterin Alina Astafei, die inzwischen für Deutschland startete, feierte den zweiten Medaillengewinn ihrer Laufbahn nach Olympiasilber 1992 – damals noch für Rumänien
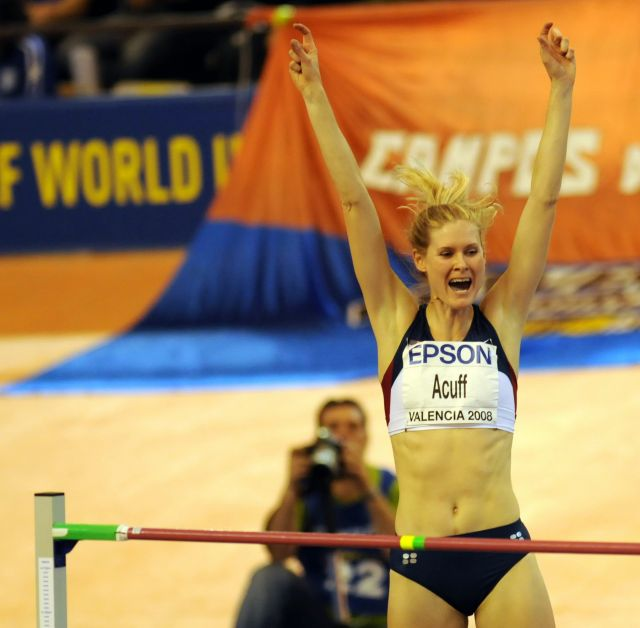
Amy Acuff erreichte Platz acht

## Video
- World Championships in Athletics 1995 - Women's High Jump Final, Video veröffentlicht am 29. Oktober 2013 auf youtube.com, abgerufen am 9. Juni 2020